# Giorgio Carmelich
Giorgio Carmelich (Trieste, 12 aprile 1907 – Bad Nauheim, 17 agosto 1929) è stato un pittore italiano, fra i fondatori del gruppo futurista giuliano.
Giorgio Carmelich nasce a Trieste il 12 aprile 1907; il padre è proprietario di alcuni importanti caffè cittadini.
Fonda con Emilio Dolfi una rivista in cui pubblicano racconti e poesie e l'iniziativa ha un certo successo.
Nel 1923 fonda il Movimento Futurista Giuliano e sempre in questo periodo alcune sue opere vengono pubblicate sulla rivista L'Aurora.
Viene ricordato da Eugenio Montale nel racconto intitolato "I quadri in cantina", incluso nella raccolta "Farfalla di Dinard".